# Suore del Sacro Cuore del Verbo Incarnato
Le Suore del Sacro Cuore del Verbo Incarnato (sigla S.C.V.I.) sono un istituto religioso femminile di diritto pontificio.

## Storia
La congregazione fu fondata a Palermo il 14 settembre 1884 da Francesca Paola Prestigiacomo con l'aiuto del sacerdote Emanuele Calì.
Tipica dell'istituto è la devozione verso il capo adorabile del Cristo (coroncina e triduo per la festa, da celebrare il venerdì dopo l'ottava dell'Ascensione), promossa dalla fondatrice, approvata da papa Pio X e arricchita di indulgenze nel 1904.
L'istituto ricevette il pontificio decreto di lode il 10 novembre 1902 e l'approvazione definitiva il 27 gennaio 1930; le sue costituzioni ottennero l'approvazione definitiva il 18 febbraio 1941.

## Attività e diffusione
Le suore si dedicano all'educazione religiosa della gioventù.
Oltre che in Italia, sono presenti in Argentina, Brasile, Canada, Messico, Palestina e Svizzera; la sede generalizia è a Roma.
Alla fine del 2015 l'istituto contava 131 religiose in 26 case.